# Eldarbala scrutator
Eldarbala scrutator är en insektsart som beskrevs av Young 1977. Eldarbala scrutator ingår i släktet Eldarbala och familjen dvärgstritar. Inga underarter finns listade i Catalogue of Life.